# 納西爾·杜蘭尼
納西爾·汗·杜蘭尼（英語：Nasir Khan Durrani，1957年3月17日—2021年4月19日），是一名巴基斯坦高级公务员，在2013年至2017年担任开伯尔-普什图省的警察总督察長。期间被认为是巴国最被高度评价的警察之一。
他是普什图人，来自杜兰尼部族。2021年4月19日，杜蘭尼因2019冠状病毒病逝世。